# Daniel P. King

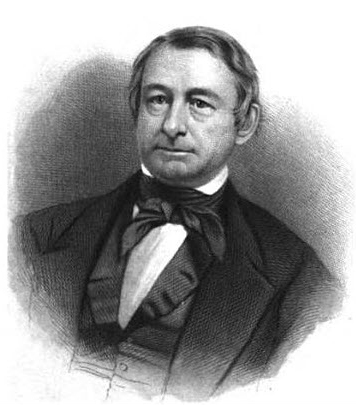
Daniel P. King

Daniel Putnam King (* 8. Januar 1801 in Peabody, Essex County, Massachusetts; † 25. Juli 1850 ebenda) war ein US-amerikanischer Politiker. Zwischen 1843 und 1850 vertrat er den Bundesstaat Massachusetts im US-Repräsentantenhaus.

## Werdegang
Daniel King erhielt eine gute Grundschulausbildung und studierte danach bis 1823 an der Harvard University. Er studierte auch die Rechtswissenschaften, ohne jedoch als Jurist zu arbeiten. Stattdessen wurde er in der Landwirtschaft tätig. Gleichzeitig schlug er als Mitglied der Whig Party eine politische Laufbahn ein. In den Jahren 1836 und 1837 war er Abgeordneter im Repräsentantenhaus von Massachusetts. Von 1838 bis 1841 gehörte er dem Staatssenat an, dessen Präsident er im Jahr 1840 war. In den Jahren 1843 und 1844 war er nochmals Mitglied im Repräsentantenhaus, dessen Vorsitz er im Jahr 1843 als Speaker innehatte.
Bei den Kongresswahlen des Jahres 1842 wurde King im zweiten Wahlbezirk von Massachusetts in das US-Repräsentantenhaus in Washington, D.C. gewählt, wo er am 4. März 1843 die Nachfolge von Leverett Saltonstall antrat. Nach drei Wiederwahlen konnte er bis zu seinem Tod am 25. Juli 1850 im Kongress verbleiben. Diese waren seit 1845 von den Ereignissen des Mexikanisch-Amerikanischen Krieges geprägt. Von 1843 bis 1845 war King Vorsitzender des Ausschusses zur Kontrolle der Ausgaben für öffentliche Liegenschaften. Danach leitete er von 1845 bis 1847 das Committee on Accounts und danach das Committee on Revolutionary Claims.